# یوسف‌آباد (قوچان)
یوسف آباد، روستایی است از توابع بخش مرکزی شهرستان قوچان در استان خراسان رضوی ایران.

## جمعیت
این روستا در دهستان قوچان عتیق قرار داشته و براساس سرشماری سال ۱۳۸۵جمعیت آن ۹۳۵ نفر (۲۳۰ خانوار) بوده‌است.

## فاصله از شهرستان
روستای یوسف آباد در فاصله ی 15کیلومتری از شهرستان قوچان واقع شده‌است.همچنین فاصله ی این روستا از شهرستان فاروج در خراسان شمالی نیز15 کیلومتر می‌باشد

## گذشته ی روستا
مکان اصلی روستا پیش از سال ۱۳۵۴ حدود دو و نیم کیلو متری مکان فعلی ان بوده‌است .
لازم به ذکر است طی بروز سیل ویرانگر همان سال تقریباً تمام خانه‌های روستا ویران شد و اکنون بجز ویرانه‌هایی از آن باقی نمانده‌است

بعد فرونشستن سیل چند ماهی ساکنان روستا در چادرها اقامت گزیدند.
عملیات نوسازی روستا در مکانی دور از رودخانه آغازشد و با تلاش پیوسته روستای جدید طی زمان حدودآ هجده ماهه بنا شدکه چند وقت بعد سالن ورزشی و مدرسه نیز به بنای اصلی روستا و مسجد وسط روستا اضافه شدند.